# Arno Kamminga
Arno Kamminga, född 22 oktober 1995, är en nederländsk simmare.

## Karriär
Vid Europamästerskapen i simsport 2021 tog Kamminga tre silver på 100 och 200 meter bröstsim samt 4×100 meter mixed medley. Vid olympiska sommarspelen 2020 i Tokyo tog Kamminga silver på både 100 och 200 meter bröstsim.
I november 2021 vid kortbane-EM i Kazan tog Kamminga silver på 200 meter bröstsim och brons på 100 meter bröstsim. Han var även en del av Nederländernas stafettlag som tog guld på 4×50 meter mixed medley och brons på 4×50 meter medley. I december 2021 vid kortbane-VM i Abu Dhabi tog Kamminga silver på 200 meter bröstsim samt var en del av Nederländernas lag som tog guld på 4×50 meter mixed medley.
I juni 2022 vid VM i Budapest tog Kamminga sin första medalj på VM i långbana – ett silver på 100 meter bröstsim. Han var även en del av Nederländernas kapplag som tog brons på 4×100 meter mixad medley. I augusti 2022 vid EM i Rom var Kamminga en del av Nederländernas kapplag tillsammans med Kira Toussaint, Nyls Korstanje och Marrit Steenbergen som tog guld på 4×100 meter mixad medley.
I juli 2023 vid långbane-VM i Fukuoka tog Kamminga delat silver med både Nicolò Martinenghi och Nic Fink på 100 meter bröstsim. I december 2023 vid kortbane-EM i Otopeni tog han guld på 100 meter bröstsim och brons på 200 meter bröstsim. Kamminga erhöll även ett brons efter att ha simmat försöksheatet på 4×50 meter medley där Nederländerna sedermera tog brons.
I februari 2024 vid VM i Doha var Kamminga en del av Nederländernas kapplag som tog silver och noterade ett nytt nationsrekord på 4×100 meter medley.